# John Henrik Clarke
John Henrik Clarke (nascido John Henry Clarke, 1 de janeiro de 1915 – 16 de julho de 1998) foi um historiador e professor norte-americano e um pioneiro na criação do pan-africanismo, da africologia (estudo afrocêntrico da África e de sua diáspora) e instituições profissionais acadêmicas começando no final dos anos 1960.

## Primeiros anos e educação
Nasceu com o nome John Henry Clarke no dia 1 de janeiro de 1915 em Union Springs, Alabama, filho caçula de John (meeiro) e Wille Ella (Mays) Clarke (lavadeira, falecida em 1922). Com a esperança de ganhar dinheiro o bastante para comprar suas próprias terras ao invés de trabalhar como meeiros, sua família se mudou para a cidade industrializada mais próxima, Columbus, Geórgia.
Contrariando os desejos de sua mãe, que o queria trabalhando como fazendeiro, Clark deixou a Geórgia em 1933 em um trem de carga e foi para o Harlem, Nova Iorque, como parte da grande migração de negros que saíram das zonas rurais do Sul em direção às cidades do Norte. Lá, ele focou no estudo e no ativismo. Ele rebatizou-se como John Henrik (inspirado no dramaturgo rebelde norueguês Henrik Ibsen) e adicionou um "e" ao seu sobrenome, soletrando-o como "Clarke".

## Posições na academia
Clarke foi professor de Estudos Negros e Porto-Riquenhos na Hunter College, da Universidade da Cidade de Nova Iorque, de 1969 a 1986, onde ele trabalhou como presidente fundador do departamento. Ele também foi professor visitante de História Africana no Centro de Estudos e Pesquisa Africana da Universidade Cornell. Além disso, fundou em 1968 a Associação de Estudos de Herança Africana e o Caucus Negro da Associação de Estudos Africanos.
Em seu obituário de Clarke, o jornal The New York Times observou que a ascensão do ativista ao posto de professor emérito na Hunter College foi "incomum... sem a ajuda de um diploma de ensino médio, muito menos de um diploma de doutorado." O jornal reconheceu que "ninguém disse que o Professor Clarke não era um original acadêmico." Em 1994, Clarke obteve um título de doutor pela não-acreditada Universidade do Oeste Pacífico (hoje Universidade Califórnia Miramar) em Los Angeles, tendo recebido um diploma de bacharel da instituição em 1992.

## Carreira
Nos anos 1920, a grande migração e mudanças demográficas levaram a uma concentração de afro-americanos no Harlem. Uma sinergia se desenvolveu entre os artistas, escritores e músicos entre outros que figuraram no Renascimento do Harlem. Eles começaram a desenvolver estruturas de apoio para grupos de estudo e oficinas informais para amparar recém-chegados e jovens.
Tendo chegado no Harlem aos dezoito anos em 1933, Clarke se firmou como escritor e palestrante durante os anos da Grande Depressão. Ele se juntou a círculos de estudo como o Clube de História do Harlem e a Oficina de Escritores do Harlem. Ele estudou intermitentemente na Universidade de Nova Iorque, Universidade Columbia, Hunter College, New School for Social Research e na Liga de Escritores Profissionais. Ele era um autodidata cujos mentores incluíam o intelectual porto-riquenho Arturo Alfonso Schomburg. Entre 1941 e 1945, Clarke serviu como suboficial das Forças Aéreas do Exército dos Estados Unidos, chegando ao posto de sargento.
No período pós-Segunda Guerra, houve um novo desenvolvimento artístico, com pequenas prensas e revistas sendo fundadas e sobrevivendo brevemente. Escritores e editores continuaram com novas empreitadas: Clarke foi co-fundador do Harlem Quarterly (1949–51), editor de resenhas de livros do Negro History Bulletin (1948–52), editor associado da revista Freedomways e articulista especial do jornal de propriedade negra Pittsburgh Courier.
Clarke deu aulas na New School for Social Research entre 1956 e 1958. Viajando pela África Ocidental entre 1958–59, ele encontrou Kwame Nkrumah, pra quem ele havia dado aulas nos EUA, e recebeu a oferta de trabalhar como jornalista no Ghana Evening News. Ele também lecionou na Universidade de Gana e em outros lugares da África, inclusive na Nigéria na Universidade de Ibadan.
Tendo se tornado proeminente durante o movimento Black Power dos anos 1960, que começou a defender um tipo de nacionalismo negro, Clarke defendeu estudos sobre a experiência do afro-americano e o lugar dos africanos na história mundial. Ele desafiou as visões dos historiadores acadêmicos e ajudou a mudar a forma como a história africana é estudada e ensinada. Clarke foi um "intelectual dedicado a corrigir o que ele via como uma distorção e supressão sistemática e racista da história africana por intelectuais tradicionais." Ele acusou seus detratores de terem visões eurocêntricas. Sua escrita incluiu seis livros e vários artigos acadêmicos. Ele também editou antologias de escritas por afro-americanos, bem como coleções de seus próprios contos. Além disso, Clarke publicou artigos de interesse geral. Em uma polêmica especialmente acalorada, ele editou e contribuiu para uma antologia de ensaios de afro-americanos atacando o escritor branco William Styron e seu romance, As Confissões de Nat Turner, por seu retrato fictício do escravo norte-americano conhecido por liderar uma rebelião na Virgínia.
Além de ensinar na Hunter College e na Universidade Cornell, Clarke fundou associações profissionais para apoiar o estudo da cultura negra. Ele fundou junto com Leonard Jeffries e foi o primeiro presidente da Associação de Estudos de Herança Africana, que apoiou estudiosos das áreas de história, cultura, literatura e artes. Ele foi membro fundador de outras associações de apoio ao trabalho na cultura negra: a Academia Negra das Artes e Letras e o Conselho de Intelectuais Afro-Americanos.

## Vida pessoal
O primeiro casamento de Clarke foi com a mãe de sua filha Lillie (que morreu antes de seu pai). Eles se divorciaram.
Em 1961, Clarke se casou com Eugenia Evans em Nova Iorque e juntos tiveram um filho e uma filha: Nzingha Marie e Sonni Kojo. O casamento acabou em divórcio.
Em 1997, John Henrik Clarke se casou com sua companheira de longa data, Sybil Williams. Ele morreu de um ataque cardíaco em 12 de julho de 1998 no Centro Hospitalar St. Luke's–Roosevelt e foi enterrado no Cemitério Green Acres, em Columbus, Geórgia.

## Legado e Laureações
- 1985 – A Faculdade do Centro de Pesquisa e Estudos de Africologia na Universidade Cornell nomeou a Biblioteca John Henrik Clarke em sua homenagem.[15]
- 1995 – Medalhão Carter G. Woodson, Association Para o Estudo da Vida E História Afro-Americana.
- 2002 – Molefi Kete Asante nomeou Dr. John Henrik Clarke como um dos seus 100 Maiores Afro-Americanos.[16]
- 2011 – Immortal Technique incluiu um pequeno discurso de Henrik Clarke no seu álbum The Martyr, na faixa "The Conquerors".